# Semet-Solvay

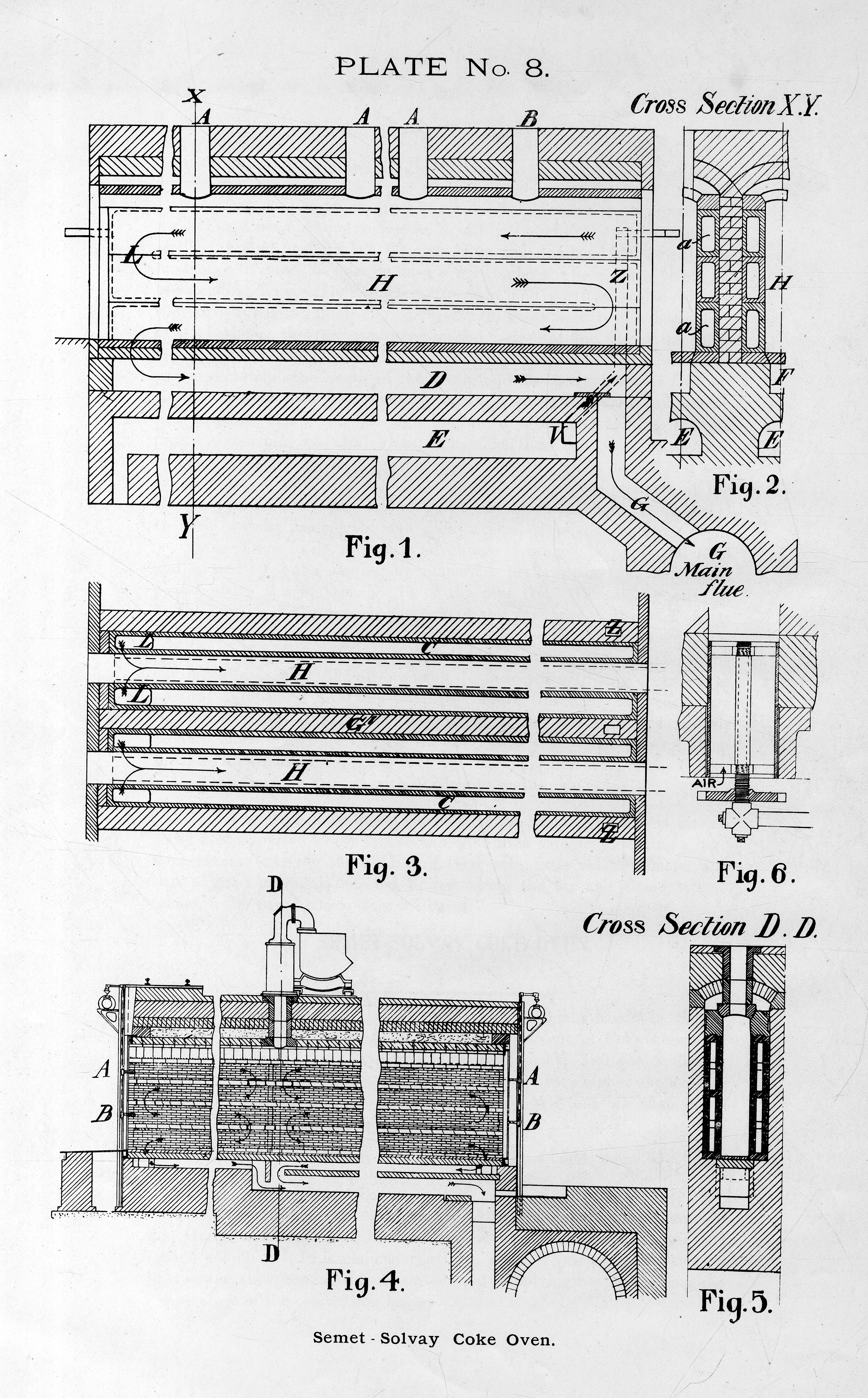
Semet - Solvay Coke Oven, 1904

Semet-Solvay was een bedrijf dat cokesovens bouwde en exploiteerde.
De achtergrond hiervan was de behoefte van het chemiebedrijf Solvay aan ammoniak, wat nodig was voor de vervaardiging van soda uit keukenzout volgens het Solvayproces.

## Geschiedenis
Een oom van Ernest Solvay, Louis Semet was directeur van een steenkoolgasfabriek te Sint-Joost-ten-Node. Hij ontwierp een type cokesoven waarbij de bijproducten, zoals steenkoolteer, benzeen en ammoniak, beschikbaar kwamen voor nuttige doeleinden. Voordien ontsnapten deze stoffen. Daartoe was het nodig om de cokes in de oven zeer snel tot een hoge temperatuur te verhitten, wat gerealiseerd bleek te kunnen worden door een dunne ovenwand toe te passen.
De eerste zes ovens werden in gebruik genomen in 1882, nabij een steenkoolmijn van de Société des Charbonnages de l'Ouest de Mons. In 1886 volgde een batterij van 25 ovens bij een steenkoolmijn van de Société du Bois-du-Luc te Havré. De cokesfabriek groeide voorspoedig, daar ze ammoniak aan de sodafabrieken, en cokes aan de metallurgische industrie kon leveren.
In 1892 werd te Syracuse in de Verenigde Staten de Semet-Solvay Company opgericht, die een dochter was van de Solvay Process Company aldaar. In 1912 werd te Brussel de S.A. des Fours à Coke Semet-Solvay opgericht, welke in 1913 begon met de bouw van een cokesfabriek te Vilvoorde, de Fours à Coke de Vilvorde genaamd. In hetzelfde jaar bedroeg de productie van Semet-Solvay cokesovens wereldwijd 9.611 kton cokes. Semet-Solvay ging zich meer en meer bezighouden met de bijprodukten, zoals de destillatie van steenkoolteer, en verwijderde zich meer en meer van het moederbedrijf. Het Amerikaanse bedrijf werd uiteindelijk overgenomen door Allied Chemical Corporation.